# Collegio elettorale di Cassino (Senato della Repubblica)
Il collegio di Cassino fu un collegio elettorale uninominale della Repubblica Italiana per l'elezione del Senato della Repubblica. Apparteneva alla circoscrizione Lazio e fu utilizzato per eleggere un senatore nella XII, XIII e XIV legislatura.
Venne istituito nel 1993 con la cosiddetta Legge Mattarella (Legge n. 276, Norme per l'elezione del Senato della Repubblica), attuata in seguito al referendum abrogativo del 1993. La legge istituì per la Camera dei deputati e per il Senato della Repubblica un sistema di elezione misto, in parte maggioritario e in parte proporzionale. Il 75% dei parlamentari dell'assemblea veniva eletto in collegi uninominali tramite sistema maggioritario a turno unico; il restante 25% al Senato veniva eletto tramite recupero proporzionale dei più votati non eletti attraverso un meccanismo di calcolo denominato scorporo, cioè sottraendo dal conteggio dei voti totali di una lista nella parte proporzionale i voti ottenuti dai candidati collegati alla medesima lista che erano eletti nei collegi uninominali con il sistema maggioritario.
Il collegio venne abolito insieme a tutti gli altri che costituivano il Senato con la promulgazione della legge elettorale successiva, la cosiddetta Legge Calderoli. Questa prevedeva un sistema proporzionale con premio di maggioranza, che al Senato veniva attribuito a livello regionale.

## Territorio
Il collegio di Cassino era uno dei 21 collegi uninominali in cui era suddiviso il Lazio e, come previsto dal D.Lgs. del 20 dicembre 1993 n. 535, era interamente compreso nella provincia di Frosinone e comprendeva i seguenti comuni: Acquafondata, Alvito, Aquino, Arce, Arpino, Atina, Ausonia, Belmonte Castello, Broccostella, Campoli Appennino, Casalattico, Casalvieri, Cassino, Castelliri, Castelnuovo Parano, Castrocielo, Ceprano, Cervaro, Colfelice, Colle San Magno, Coreno Ausonio, Esperia, Falvaterra, Fontana Liri, Fontechiari, Gallinaro, Isola del Liri, Monte San Giovanni Campano, Pastena, Pescosolido, Picinisco, Pico, Piedimonte San Germano, Pignataro Interamna, Pontecorvo, Posta Fibreno, Rocca d'Arce, Roccasecca, San Biagio Saracinisco, San Donato Val di Comino, San Giorgio a Liri, San Giovanni Incarico, Sant'Ambrogio sul Garigliano, Sant'Andrea del Garigliano, Sant'Apollinare, Sant'Elia Fiumerapido, Santopadre, San Vittore del Lazio, Settefrati, Sora, Strangolagalli, Terelle, Vallemaio, Vallerotonda, Vicalvi, Villa Latina, Villa Santa Lucia e Viticuso.

## Eletti
| Elezione | Elezione                 | Senatore            | Partito                    |
| -------- | ------------------------ | ------------------- | -------------------------- |
|          | 1994                     | Bruno Magliocchetti | Polo del Buon Governo (AN) |
| 1996     | Polo per le Libertà (AN) | Bruno Magliocchetti |                            |
|          | 2001                     | Oreste Tofani       | Casa delle Libertà (AN)    |

## Dati elettorali

### XII legislatura
|                               | Bruno Magliocchetti ✔️ Eletto | Polo del Buon Governo        | 56 351  | 44,19 |  |  |  |  |  |
|                               | Mario Coratti                 | Progressisti                 | 35 385  | 27,75 |  |  |  |  |  |
|                               | Giulio Prosperetti            | Patto per l'Italia           | 25 003  | 19,61 |  |  |  |  |  |
|                               | Pasquale Purificato           | Lista Pannella-Riformatori   | 6 022   | 4,72  |  |  |  |  |  |
|                               | Pasqualina Vacchiano          | Verdi Federalisti            | 2 594   | 2,03  |  |  |  |  |  |
|                               | Guido Allegretti              | Partito della Legge Naturale | 2 151   | 1,69  |  |  |  |  |  |
| Totale                        | Totale                        | Totale                       | 127 506 | 100   |  |  |  |  |  |
|                               |                               |                              |         |       |  |  |  |  |  |
| Voti non validi               | Voti non validi               | Voti non validi              | 18 168  | 12,47 |  |  |  |  |  |
| Votanti                       | Votanti                       | Votanti                      | 145 674 | 75,58 |  |  |  |  |  |
| Elettori                      | Elettori                      | Elettori                     | 192 743 |       |  |  |  |  |  |
|                               |                               |                              |         |       |  |  |  |  |  |
| Data: 27-28 marzo 1994        |                               |                              |         |       |  |  |  |  |  |
| Fonte: Ministero dell'interno |                               |                              |         |       |  |  |  |  |  |

### XIII legislatura
|                               | Bruno Magliocchetti ✔️ Eletto | Polo per le Libertà                | 57 763  | 44,81 |  |  |  |  |  |
|                               | Federico Rossi                | L'Ulivo                            | 56 987  | 44,20 |  |  |  |  |  |
|                               | Franco Villa                  | Movimento Sociale Fiamma Tricolore | 8 607   | 6,68  |  |  |  |  |  |
|                               | Gaetano Munno                 | Socialista                         | 2 788   | 2,16  |  |  |  |  |  |
|                               | Fiorella Mancuso              | Lista Pannella-Sgarbi              | 2 771   | 2,15  |  |  |  |  |  |
| Totale                        | Totale                        | Totale                             | 128 916 | 100   |  |  |  |  |  |
|                               |                               |                                    |         |       |  |  |  |  |  |
| Voti non validi               | Voti non validi               | Voti non validi                    | 16 831  | 11,55 |  |  |  |  |  |
| Votanti                       | Votanti                       | Votanti                            | 145 747 | 72,99 |  |  |  |  |  |
| Elettori                      | Elettori                      | Elettori                           | 199 690 |       |  |  |  |  |  |
|                               |                               |                                    |         |       |  |  |  |  |  |
| Data: 21 aprile 1996          |                               |                                    |         |       |  |  |  |  |  |
| Fonte: Ministero dell'interno |                               |                                    |         |       |  |  |  |  |  |

### XIV legislatura
|                               | Oreste Tofani ✔️ Eletto | Casa delle Libertà                   | 56 815  | 42,53 |  |  |  |  |  |
|                               | Fernando D'Amata        | L'Ulivo                              | 43 397  | 32,48 |  |  |  |  |  |
|                               | Enzo Filippo Di Stefano | Democrazia Europea                   | 14 767  | 11,05 |  |  |  |  |  |
|                               | Mario Giannitelli       | Partito della Rifondazione Comunista | 7 573   | 5,67  |  |  |  |  |  |
|                               | Maurizio Colacicco      | Lista Di Pietro                      | 5 163   | 3,86  |  |  |  |  |  |
|                               | Biagio Renato Cacciola  | Fronte Nazionale                     | 2 612   | 1,96  |  |  |  |  |  |
|                               | Pier Giuseppe Camici    | Lista Pannella-Bonino                | 1 661   | 1,24  |  |  |  |  |  |
|                               | Vincenzo Raoli          | Fiamma Tricolore                     | 1 609   | 1,20  |  |  |  |  |  |
| Totale                        | Totale                  | Totale                               | 133 597 | 100   |  |  |  |  |  |
|                               |                         |                                      |         |       |  |  |  |  |  |
| Voti non validi               | Voti non validi         | Voti non validi                      | 17 625  | 11,66 |  |  |  |  |  |
| Votanti                       | Votanti                 | Votanti                              | 151 222 | 74,57 |  |  |  |  |  |
| Elettori                      | Elettori                | Elettori                             | 202 797 |       |  |  |  |  |  |
|                               |                         |                                      |         |       |  |  |  |  |  |
| Data: 13 maggio 2001          |                         |                                      |         |       |  |  |  |  |  |
| Fonte: Ministero dell'interno |                         |                                      |         |       |  |  |  |  |  |